# Leuconitocris aurigutticollis
Leuconitocris aurigutticollis é uma espécie de escaravelho da família Cerambycidae.  Foi descrito por Pierre Téocchi em 1998.